# Sojuz TMA-02M
Sojuz TMA-02M je ruská kosmická loď řady Sojuz. Start proběhl z kosmodromu Bajkonur 7. června 2011 ve 20:12:45 UTC, s Mezinárodní vesmírnou stanicí (ISS) se loď spojila 9. června 2011. Dopravila sem tři členy Expedice 28 – Sergeje Volkova, Michaela Fossuma a Satoši Furukawu. Poté zůstala u ISS jako záchranná loď až do 21. listopadu 2011, kdy se s ní stejná trojice kosmonautů odpojila od stanice a 22. listopadu v 2:25 UTC přistála v Kazachstánu u Arkalyku.

## Posádka
Hlavní posádka:
- Sergej Volkov (2), velitel, Roskosmos (CPK)
- Michael Fossum (3), palubní inženýr 1, NASA
- Satoši Furukawa (1), palubní inženýr 2, JAXA

V závorkách je uveden dosavadní počet letů do vesmíru včetně této mise.
Záložní posádka:
- Oleg Kononěnko, velitel, RKK Eněrgija
- Donald Pettit, palubní inženýr 1, NASA
- André Kuipers, palubní inženýr 2, ESA